# Mona Lisa
För andra betydelser, se Mona Lisa (olika betydelser).
Mona Lisa (italienska: La Gioconda, franska: La Joconde) är en oljemålning av renässanskonstnären Leonardo da Vinci, målad cirka 1503–1506. Den är enligt traditionen ett porträtt av florentinskan (Mona) Lisa Gherardini och är framför allt omtalad för sitt hemlighetsfulla leende. Målningen är ett av världens mest berömda, lovordade och reproducerade konstverk och hänger sedan den franska revolutionen i Louvren i Paris.

## Konstverkets namn
Leonardo själv gav aldrig sitt konstverk någon titel. Namnet Mona Lisa fick konstverket av Giorgio Vasari som publicerade en biografi över konstnären 31 år efter dennes död. I denna biografi identifierade han modellen som Lisa, hustru till den förmögne florentinske köpmannen Francesco del Giocondo. Mon[n]a är ett vanligt italienskt diminutiv av Madonna, och Mona Lisa betyder helt enkelt Hennes nåd/damen Lisa.
Konstverkets franska och italienska titel är femininum av familjenamnet Giocondo som kan utläsas som den muntra, den levnadsglada (jocund på engelska) – en dubbelbetydelse som mycket väl passar ihop med det gåtfulla leendet. Konstverkets titel blev vedertagen under 1800-talet. Innan dess omnämns det en beslöjad kurtisan eller en viss florentinsk dam, utförd i hennes närvaro på begäran av den store Giuliano de' Medici.

## Verkhistorik

### Skapandet
Leonardo fick beställningen på Mona Lisa 1503. del Giocondo betraktade sig själv som en mecenat, och ville ha ett porträtt som kunde hängas i matsalen – därav tavlans ringa storlek.

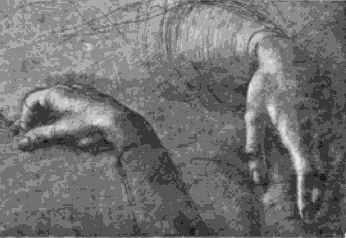
Skisser över Mona Lisas händer.

Efter otaliga avbrott som berodde på att Leonardo (enligt sina egna dagböcker) var lat och (enligt omgivningen) temperamentsfull, blev tavlan klar 1506. Då hade Leonardo arbetat på tavlan både i Florens och i Rom, med ständiga putsningar och kompletteringar med allt tunnare penselstreck.
Under den tiden blev beställaren otålig och vägrade betala för tavlan, så när Leonardo 1516 antog kung Frans I:s inbjudan och flyttade till Clos Lucé intill slottet i Amboise i Frankrike, tog han tavlan med sig. Att han tog med sig just den tavlan – och få andra – antyder att den betydde mycket för honom. Sedermera köpte den franske kungen konstverket för 12 000 franc, en summa som i 2010-talets pengavärde skulle ha motsvarat cirka 100 miljoner US-dollar. Då hade Leonardo dock nyligen avlidit och lämnat tavlan i en väns vård.

### 1500–1800-talet
Målningen hamnade först i slottet i Fontainebleau och därefter i slottet i Versailles. I Fontainebleau placerades det på en vägg i kungens sex rum stora badrumssvit, där flera årtionden av fuktig luft försämrade målningens skick. En nederländsk restauratör försökte reparera tavlan genom att applicera ett tjockt lager lack på målningens yta, en åtgärd som oåterkalleligt kom att ta bort lystern hos färgerna på målningen.
Efter den franska revolutionen flyttades den 1798 till Louvren. Napoleon I lät flytta konstverket, som han benämnde Madame Lisa, till sitt privata sovrum i Tuilerierna. Senare skulle Napoleon I bli förtjust i en ung italienska kvinna med tydligt snarlika anletsdrag som kvinnan i målningen. Denna kvinna, Teresa Guadagni, visade sig vara en senare släkting till Gherardini.
Tavlan återfördes 1815 till Louvren, där den för första gången kunde visas upp för allmänheten. Under det fransk-tyska kriget (1870–1871) tvangs den gömmas på annan plats i Frankrike.
Konstverket förblev tämligen okänt fram till mitten av 1800-talet då symbolisterna kom att associera verket med sina föreställningar om den kvinnliga mystiken, en föreställning som kanske bäst uttryckts i Walter Paters avhandling om Leonardo från 1867 där Mona Lisa beskrivs som förkroppsligandet av den ”eviga kvinnligheten”, ”äldre än klipporna som omger henne” och som ”varit död många gånger och lärt sig av gravens hemligheter”.

### Stölden
Målningens ryktbarhet växte då det stals från Louvren den 21 augusti 1911. Den franske avantgardepoeten Guillaume Apollinaire, som tidigare krävt att museet skulle brännas ned, fängslades den 7 september misstänkt för stölden. Även hans nära vän Pablo Picasso förhördes. De båda släpptes dock snart och målningen antogs sedan förlorad för alltid.
Emellertid visade det sig att en anställd på museet, Vincenzo Peruggia, stulit konstverket utklädd till byggnadsarbetare genom att helt enkelt gömma det under sin rock och promenera ut ur byggnaden. Stölden utförde han på uppdrag av Eduardo de Valfierno som i sin tur hade givit den franske förfalskaren Yves Chaudron i uppdrag att ta fram en serie reproduktioner av målningen som skulle säljas som det saknade originalet. Chaudron behövde dock inte originalmålningen för sitt värv och kontaktade därför aldrig Peruggia efter stölden.

Peruggia, som stulit konstverket av patriotism och hållit det gömt i sin lägenhet under två år, tappade tålamodet och greps till slut då han den 10 december 1913 gav sig till känna hos en florentinsk konsthandlare i hopp om att få den hittelön som utlovats. Mona Lisa ställdes därefter ut på flera olika platser runt om i Italien innan det 1913 återfördes till Louvren.

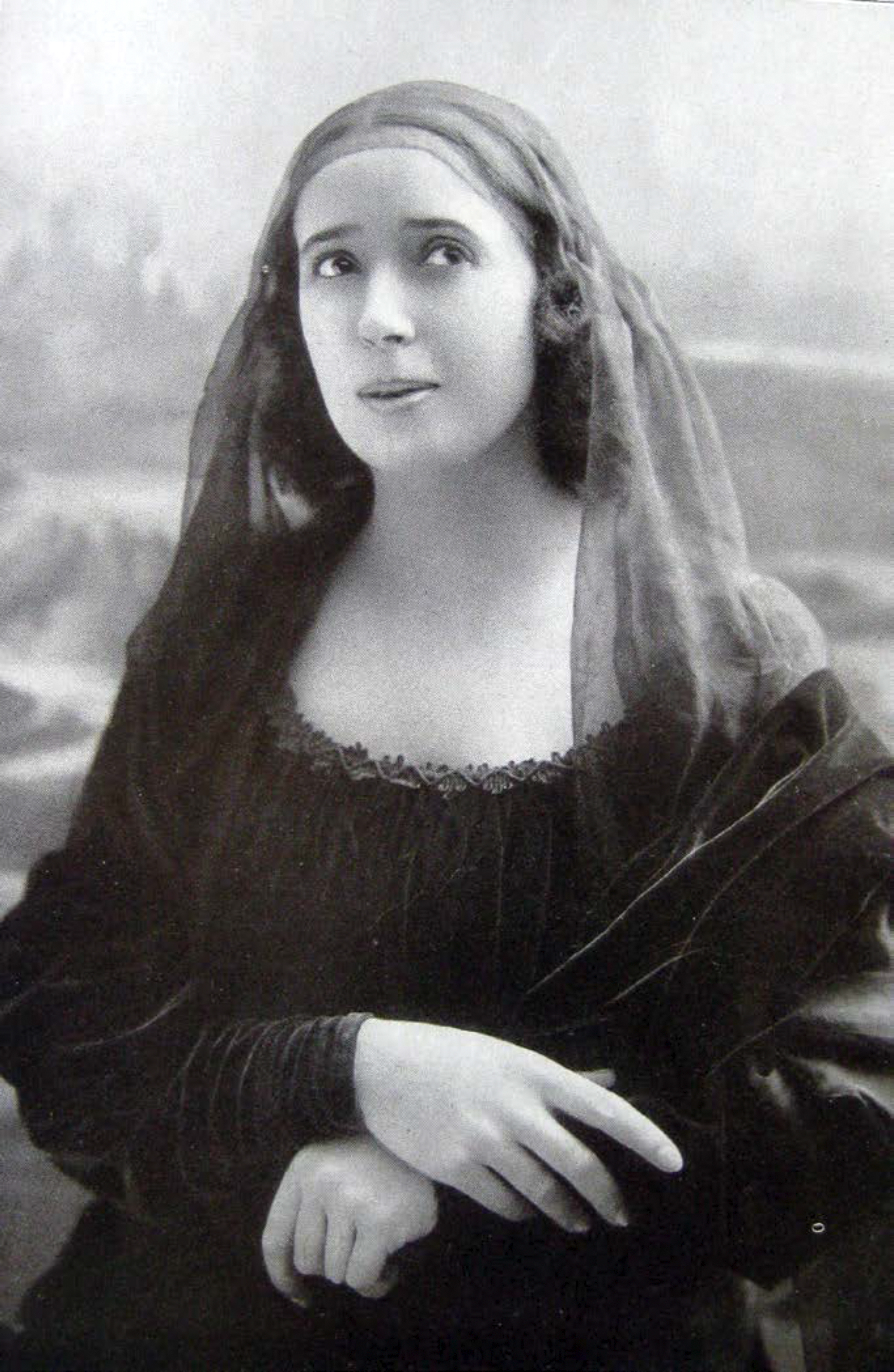
Mistinguett i rollen som Mona Lisa, 1911.
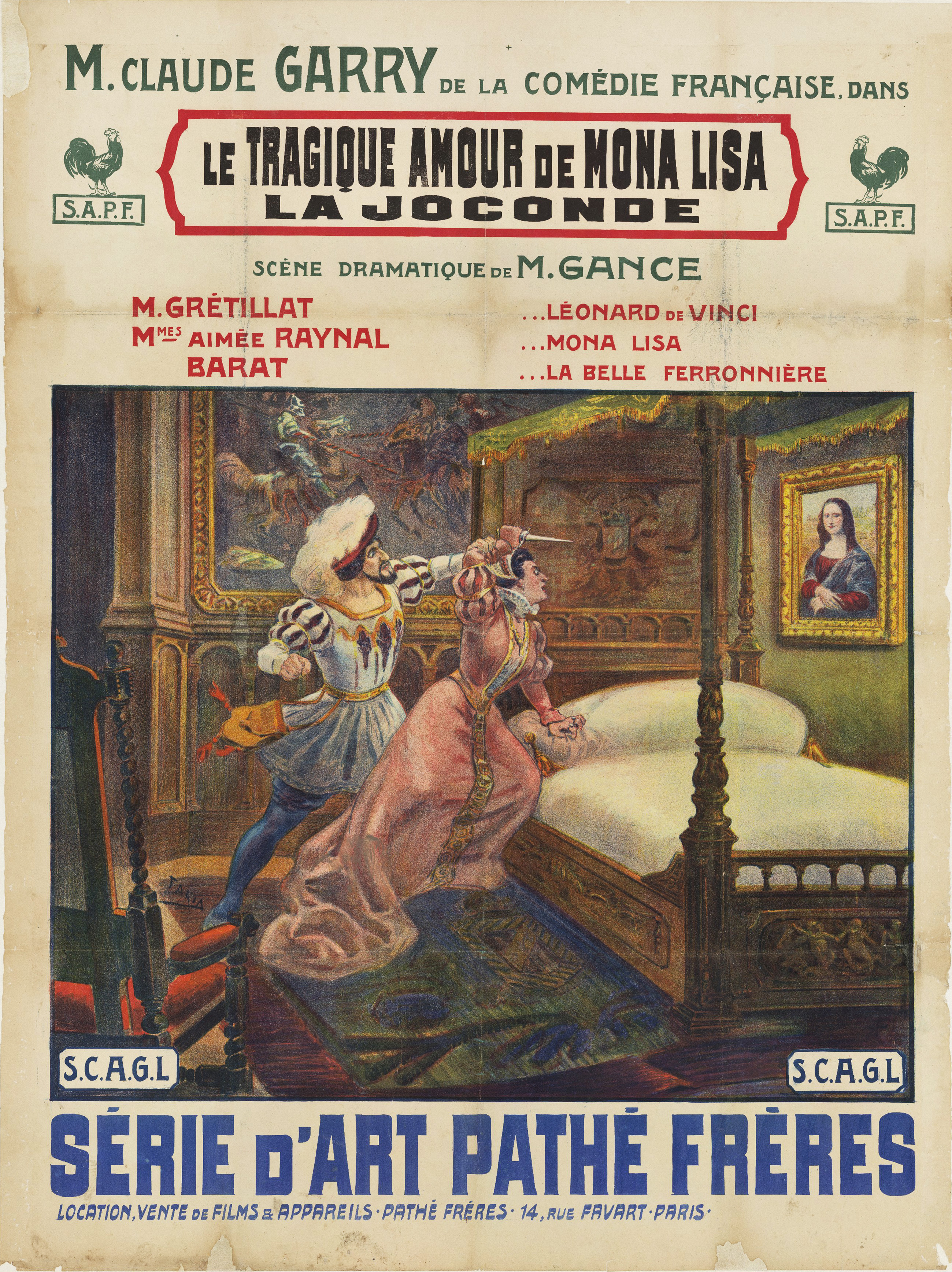
Affisch från 1912 (året efter stölden) till filmen Le Tragique Amour de Mona Lisa la Joconde.
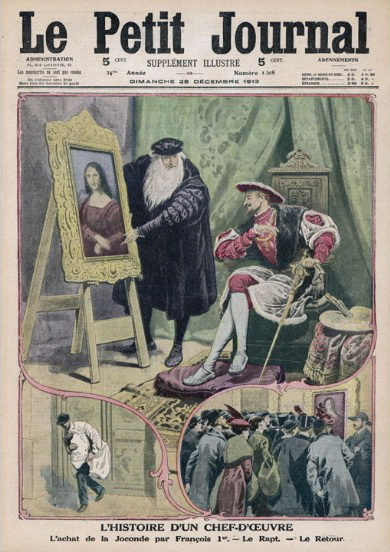
Bildkollage från omslaget till Le Petit Journal (1913).
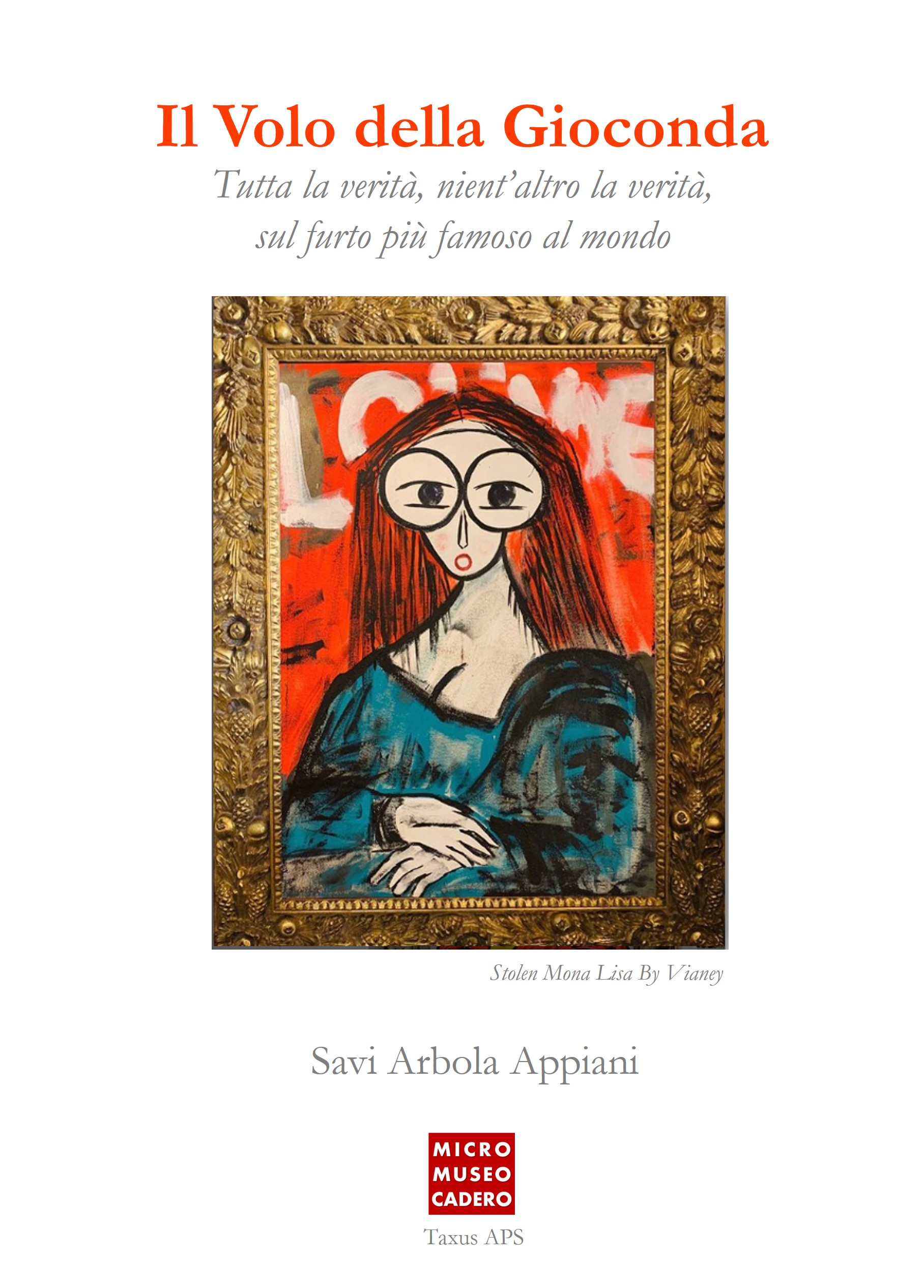
Omslag till boken Il Volo della Gioconda (med teorier runt stölden 1911).

### Senare år
Under andra världskriget flyttades Mona Lisa åter från Louvren. Först transporterades den till slottet i Amboise, därefter till klostret Loc-Dieu och till sist till Ingres-museet i Montauban.

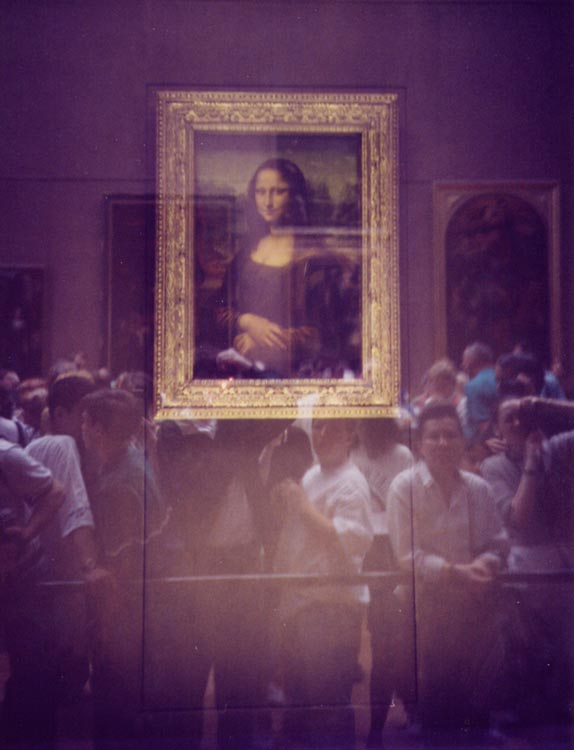
Turister beskådar Mona Lisa genom pansarglaset framför målningen före flytten 2005.

Den nedre delen av målningen skadades svårt 1956 genom en syraattack och några månader senare kastade någon en sten på tavlan. Idag är målningen skyddad av pansarglas.
Mellan den 14 december 1962 och mars 1963 lånades tavlan ut till USA där den visades i New York och Washington, D.C. Konstverket turnerade i Japan och Moskva 1974 men har därefter permanent förvarats i Louvren. Före turnén 1962–1963 försäkrades målningen för 100 miljoner dollar och enligt Guinness rekordbok gör det konstverket till världens högst värderade konstverk. Som dyrbart konstverk har det emellertid överträffats av Pablo Picassos Garçon à la pipe som såldes för 104 miljoner dollar den 4 maj 2004. Om man tar hänsyn till inflationen, motsvarar emellertid 100 miljoner dollar 1962 omkring 602 miljoner dollar 2004.
Efter en omsorgsfull dokumentation, analys och restauration av konstverket flyttades det 6 april 2005 till en ny plats i Louvren där det idag återfinns i Salle des États i en särskild inhägnad bakom reflexfritt pansarglas.

### Restaureringar
Målningen har restaurerats vid flera tillfällen och genom röntgenundersökningar har man kunnat konstatera att det finns åtminstone tre porträtt dolda under den synliga. Poppel-pannån under målningen har på senare tid uppvisat allt fler tecken på tilltagande sönderfall, vilket väckt oro för konstverkets framtid.
Vissa av restaureringarna har varit allt annat än lyckade. Bland annat har forskaren och uppfinnaren Pascal Cotte, med hjälp av en specialkamera, lyckats visa att Mona Lisa en gång hade både ögonbryn och ögonfransar. Vid närmare titt kan man se tydliga tecken på restaurering, till exempel att krackeleringen runt ögonen nästan helt saknas men syns tydligt överallt annars på tavlan.

## Motivets identitet

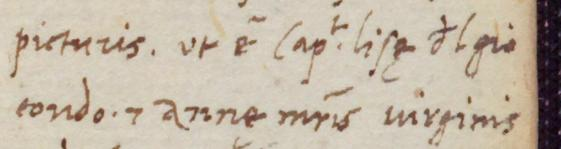
Marginalanteckning i bok från 1503, där identiteten hos den porträtterade noteras: "Målaren Apelles. Det är så Leonardo da Vinci gör med alla sina bilder, som med Lisa del Giocondos ansikte och Anna, Jungfru Marias mor. Vi får se hur han ska göra angående den stora rådskammaren, det som han just har kommit överens om med gonfalonjären. oktober 1503".

### Giocondo eller Giocondo
Mona Lisa kan vara ett porträtt av en verklig kvinna. Vasari identifierade motivet som Lisa Gherardini, den framgångsrike Francesco del Giocondos hustru, och det är känt att del Giocondo, en framgångsrik silkeshandlare i Florens och en prominent statsman, verkligen existerat. Mycket lite är dock känt om hans hustru Lisa Gherardini förutom att hon föddes 1479, växte upp i familjens residens Villa Vignamaggio i Toscana och gifte sig 1495. Hon var hans tredje hustru, och nitton år yngre än sin make. Hon fick inalles sex barn och var då hon satt modell för sitt porträtt 1503 24 år gammal och mor till fem barn.
Det finns föga information om hur Leonardo kom att måla av den florentinska hemmafrun. Konstnärens eget hem låg dock nära Gherardinis närmast släktingar, och Leonardos far gjorde affärer med hennes make.
Under senare delen av sitt liv nämnde Leonardo ett porträtt av en ”viss florentinsk dam utfört på begäran av Giuliano di Lorenzo”. Inga bevis finns dock som bekräftar en koppling mellan Lisa Gherardini och Giuliano de' Medici. Citatet kan därför lika gärna referera till andra porträtt av kvinnor som Leonardo utförde under samma tid. En betydligt senare referent omnämner Mona Lisa som ett porträtt av Francesco del Giocondo själv vilket förmodligen ligger bakom föreställningen att målningen egentligen föreställer en man.

### Andra teorier
Professor Lilian Schwartz vid Bell Labs har föreslagit att målningen i själva verket är ett självporträtt. Genom att använda digitala verktyg har hon lyckats visa att Mona Lisas anletsdrag exakt passar Leonardos egna. Kritiker har dock påpekat att detta kan förklaras genom att båda målningarna skapats av samma konstnär och konstnärens självporträtt skapats i en likartad stil.
Maike Vogt-Lüersson har, å sin sida, framfört teorin att motivet skulle vara Isabella av Aragonien, hertiginna av Milano. Leonardo var hovkonstnär hos hertigen av Milano under elva år och Ludovico och Maximilian var viktiga mecenater. Enligt denna teori skulle mönstret på Mona Lisas dräkt indikera att hon hör till ätten Visconti-Sforza. Teorin förmodar dock att det var den första officiella målningen av hertiginnan vilket skulle innebära att den utfördes redan 1489.
Forskare har även sett en porträttlikhet mellan Mona Lisa och Caterina Sforza som hon avbildats i ett porträtt av Lorenzo di Credi. Caterina Sforza levde i Forli och Imola samtidigt som Leonardo och Cesare Borgia verkade i Romagna, enligt denna teori.
Tidigt påstods det att det var Isabella d'Este som var modell. Hon var dotter till Ercole I av Ferrara och en välkänd konstälskare.
Det finns forskare som tror att målningen är motivet är Leonardos mor Caterina.

## Stil och tematik

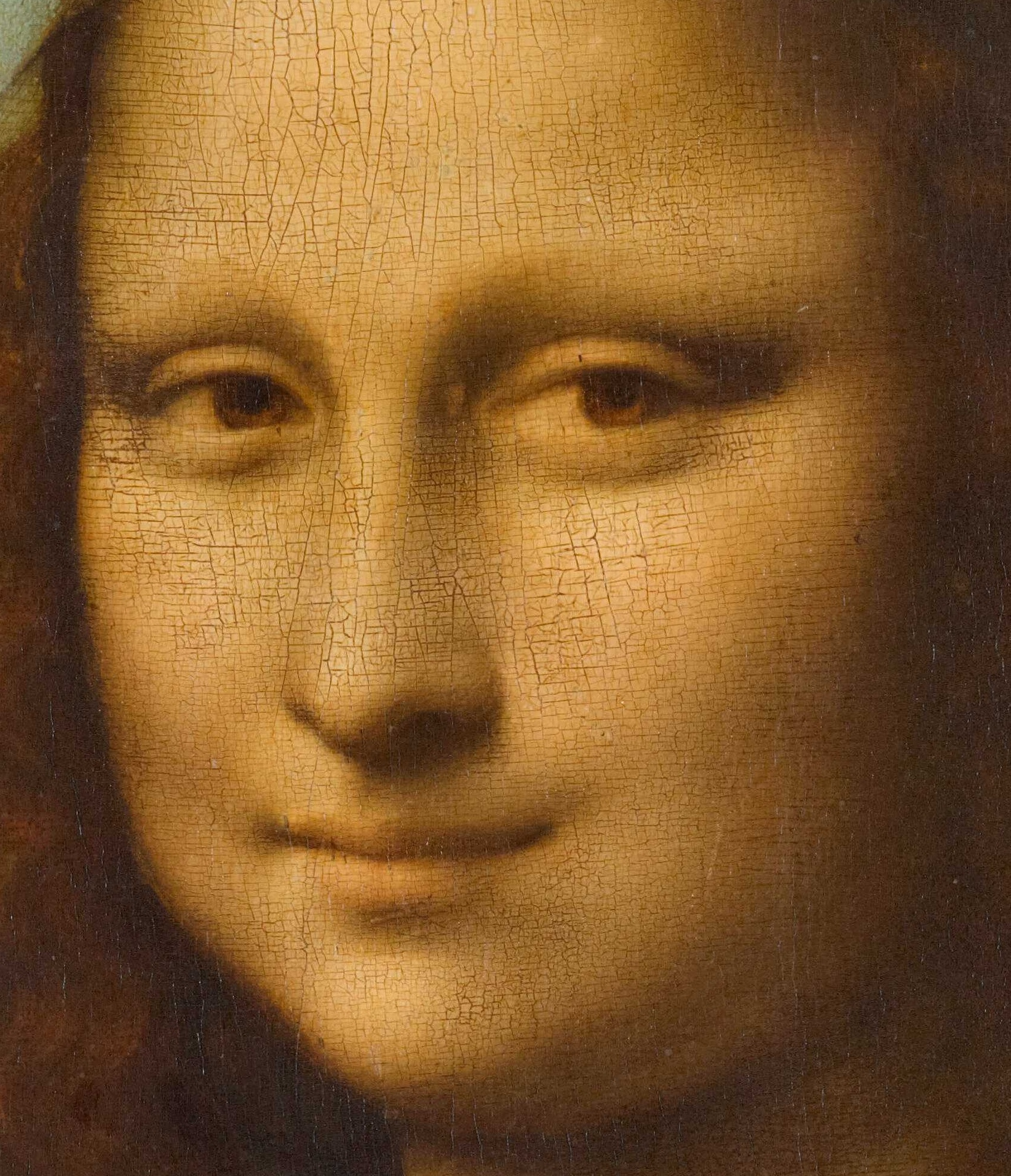
Detalj av ansiktet som visar de fina sfumaton i ansiktet, i synnerhet i skuggorna kring ögonen.

Porträttet avbildar kvinnan från brösthöjd med ett avlägset landskap som bakgrund. Någon gång efter Leonardos död beskars målningen – där modellen ursprungligen flankerades av två kolonner vars lägre delar fortfarande kan skönjas i målningen.

### Leendet
Gestalten kan inskrivas i en pyramidform med hennes sammanhållna händer som pyramidens ena hörn. Hennes bringa, hals och ansikte lyser i samma mjuka ljus som hennes händer. Ljuset ger en balans mellan den underliggande geometrin och ytverkan. I hennes berömda leende, som passar väl in i den geometriska kompositionen, har Sigmund Freud sett konstnärens förhållande som barn till sin mor. Andra har beskrivit det som både oskuldsfullt och inbjudande.
Många forskare har försökt förklara varför leendet har uppfattats på så olika sätt av olika betraktare och förklaringarna varierar mellan försök till rent vetenskapliga teorier om våra ögons beskaffenhet och mer psykoanalytiska idéer om Mona Lisas identitet och känslor.
Margaret Livingstone, professor vid Harvard-universitetet, hävdar att leendet är målat så att det framför allt framträder i det perifera synfältet som är bäst lämpat för att uppfatta skuggor. Enligt denna teori uppstår ansiktets dynamik därför att betraktaren bara uppfattar leendet då han eller hon betraktar andra delar av bilden. Christopher Tyler och Leonid Kontsevich vid Smith-Kettlewell Eye Research Institute i San Francisco har argumenterat för att leendets ombytliga natur ska bero på de små variationer som orsakas av normalt brus i människans öga. Dina Goldin vid Brown University menar, å sin sida, att Leonardo genom den subtila plasticiteten i Mona Lisas ansikte skickligt lyckats återge ansiktsmusklerna i dynamiska positioner så att betraktaren själv omedvetet ”skapar” rörelser i hennes ansikte vilket uppfattas som att leendet förstärks och ständigt förändras.

### Bakgrund

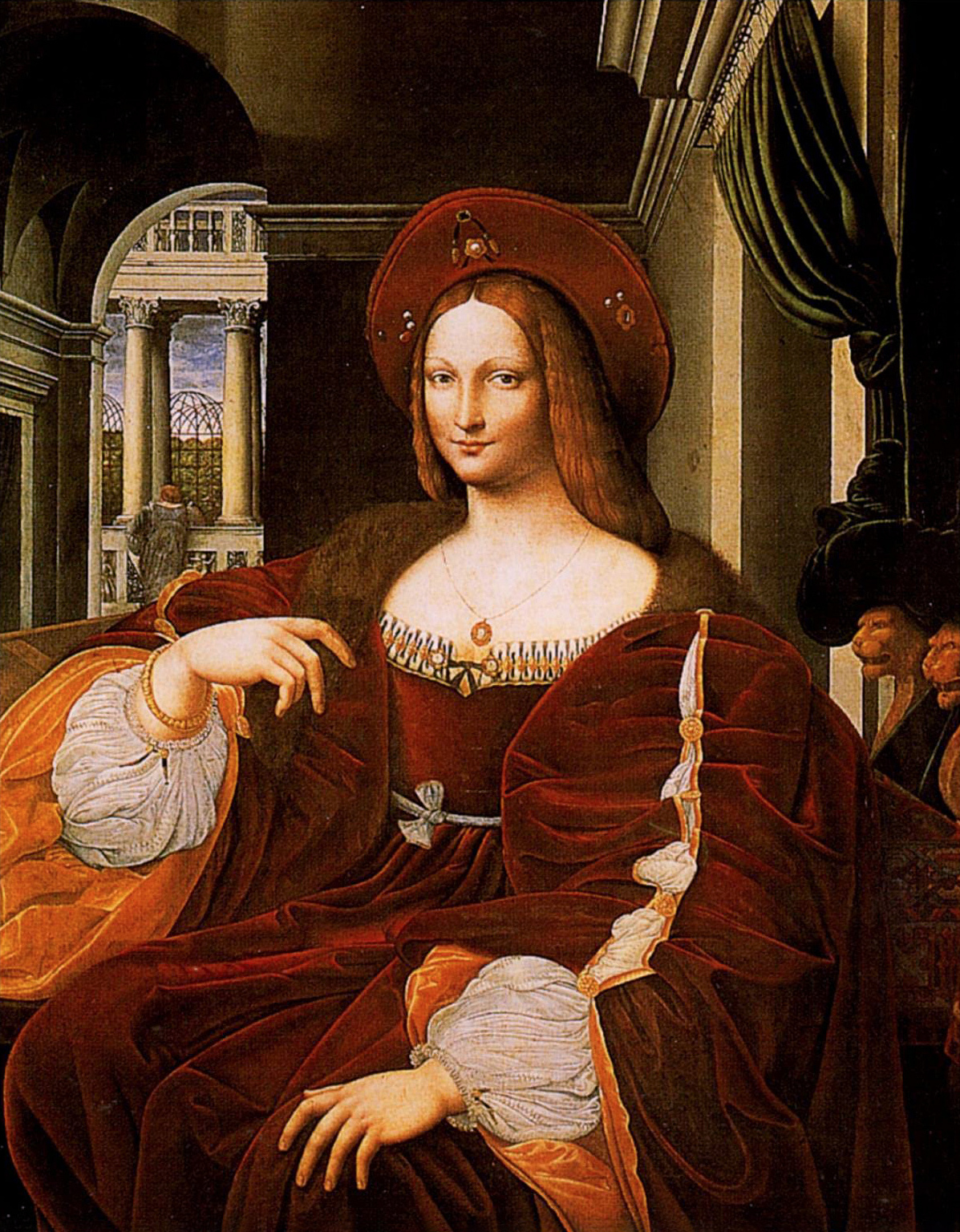
Målning av Rafael (av Isabella av Neapel) i liknande stil, tidigt 1500-tal.
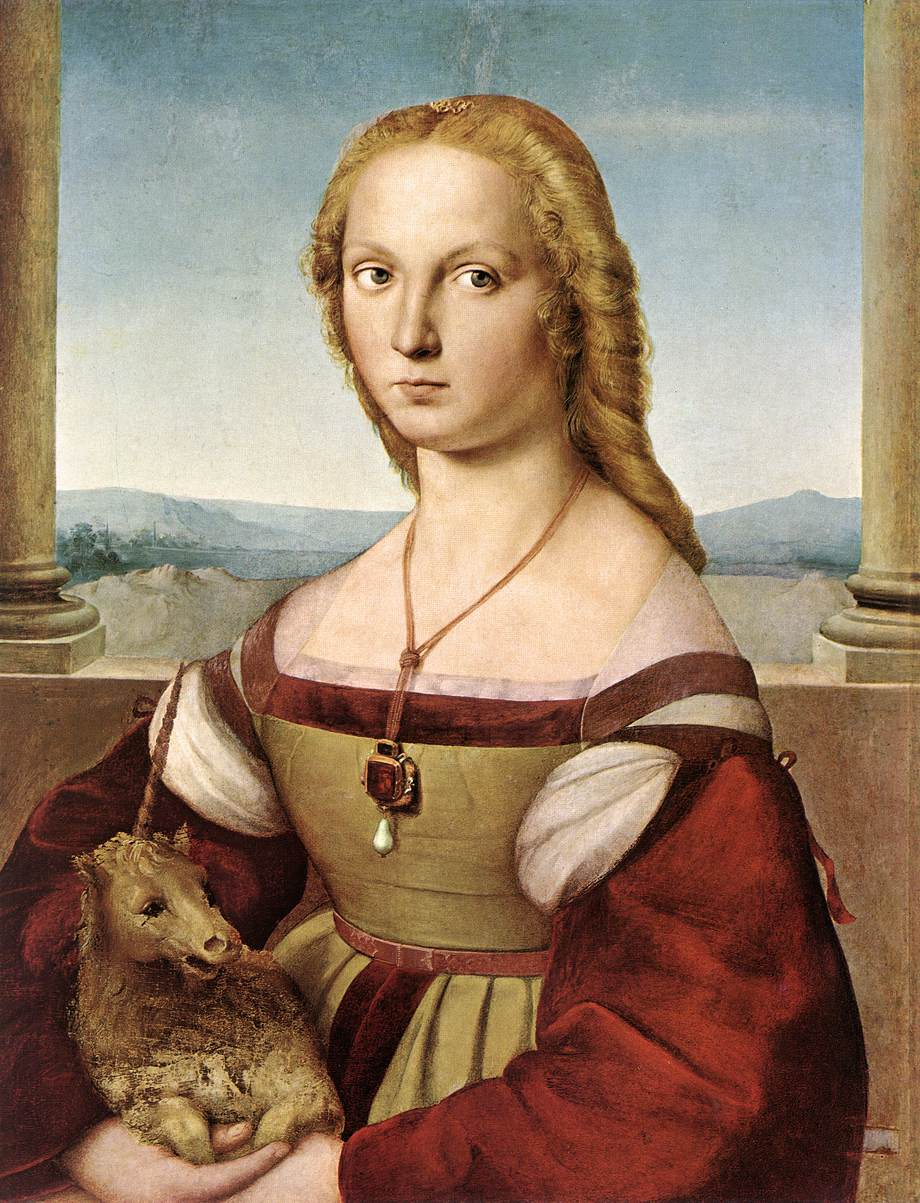
Ung kvinna med enhörning av Rafael (cirka 1505).
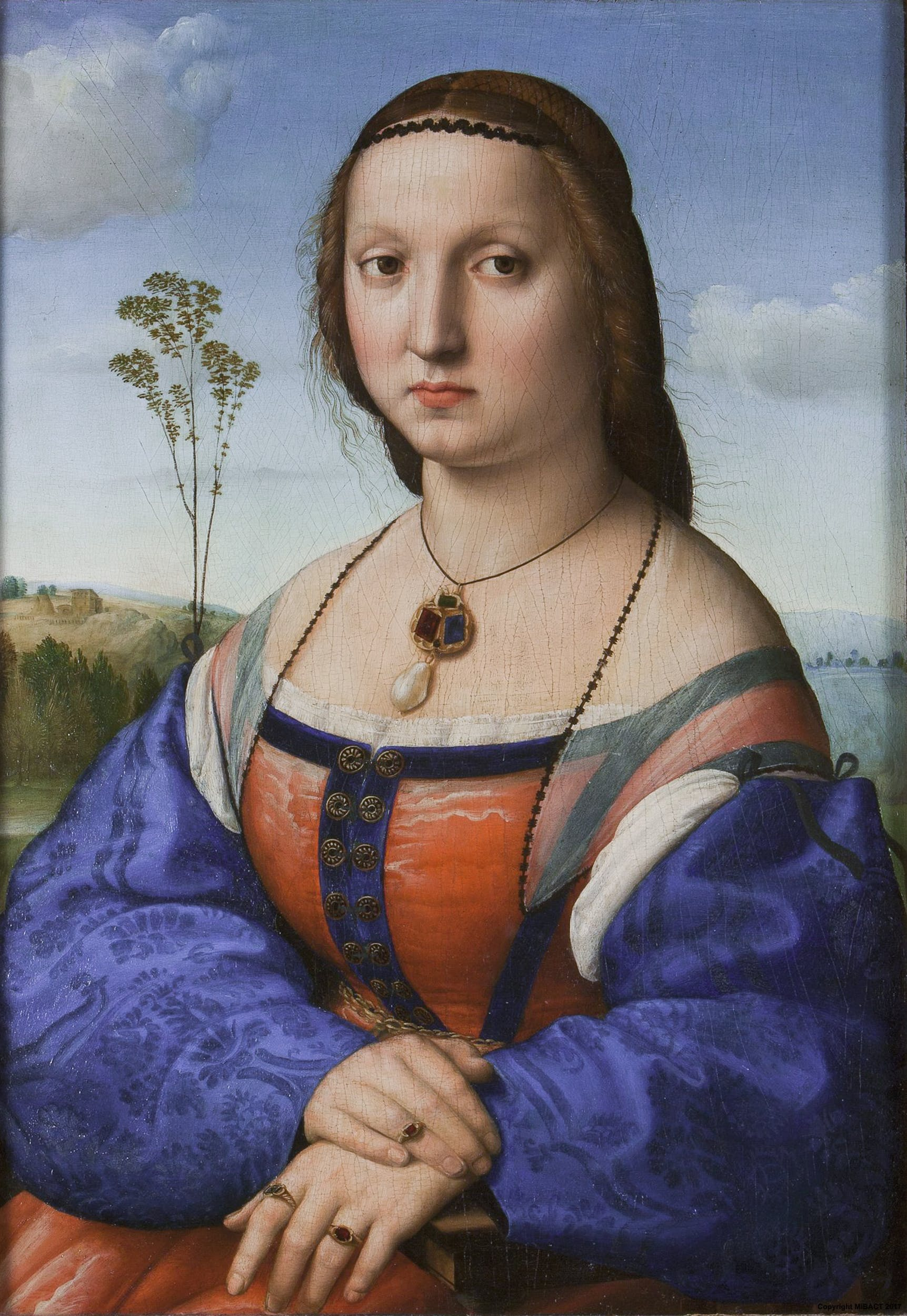
Porträtt av Maddalena Doni (cirka 1506).

Porträttet är, tillsammans med flera kvinnoporträtt av Rafael, ett av de första som avbildar modellen framför ett fiktivt landskap. Bilden behärskas av en harmonisk balans mellan detaljrikedom och den atmosfär som Leonardos sfumatoteknik åstadkommer. De sensuella kurvorna i Mona Lisas hår och kläder återkommer i det böljande landskapets dalar och floder. Djupet i bilden som skapats genom luftperspektiv förstärktes av kontrasten mot den loggia som ursprungligen omgav Mona Lisa. Att landskapet till vänster och höger om modellen tycks befinna sig på olika höjd har lett till hypotesen att hela landskapet utgör ett senare tillägg.
Den lugna harmonin i bilden, den dramatiska kontrasten mellan ljusa och mörka partier är välkända kännemärken för Leonardos konst och återspeglar också konstnärens föreställning om en kosmisk länk mellan människan och naturen.

## Mona Lisa i kulturen
Leonardo da Vincis konstverk har på senare århundraden nått allt större uppmärksamhet, som ett skickligt konstnärligt porträtt av en framstående konstnär. I modern tid ses det ofta som själva sinnebilden för en målning. Och inte minst har Mona Lisas "gåtfulla" leende fascinerat och lockat. Inom populärkulturen har verket uppnått närmast kultstatus.

### Inom konsten
Det konstnärliga avantgardet har vid flera tillfällen siktat in sig på konstverkets ikonstatus. Mest välkända är förmodligen dadaismens och surrealismens parodier: Marcel Duchamp dekorerade 1919 en billig reproduktion av målningen med mustasch och pipskägg. Under bilden la han till LHOOQ som på franska kan utläsas som ”Elle a chaud au cul” (bokstavligen: ”Hon är het om häcken”, med betydelsen ”Hon är kåt som en hynda”). Duchamps konstverk refererar till Freuds analys av Mona Lisa och anspelar på Leonardos homosexualitet. Enligt Rhonda R. Shearer är Duchamps bild ett självporträtt av honom själv, något som återkommer i Salvador Dalís Självporträtt som Mona Lisa från 1954.
Andy Warhol utförde 1963 ett stort antal färgintensiva serigrafier med Mona Lisa som motiv och utsåg henne därmed till en modern ikon liksom han gjort med Marilyn Monroe och Elvis Presley. Samtidigt kritiserar Warhol genom sin ”vulgära” färghantering och repetitiva massproduktion det moderna samhällets sätt att handskas med målningens estetiska värden – Mona Lisa hittar man idag på allt från pussel till musmattor.

### I musik
Förutom alla reproduktioner av målningen har Mona Lisa även besjungits i ett otal sånger. Välkänd är Nat King Coles sång "Mona Lisa" från 1950 (skriven av Jay Livingston och Ray Evans), där Cole jämför sin älskade med målningen. Sången låg etta på Billboards singel-lista i åtta veckor och sålde i tre miljoner exemplar. Den belönades med en Oscar och har använts i flera filmer.
Målningen omnämns även i Bob Dylans sång "Visions of Johanna" (1966). Andra som skrivit sånger om Mona Lisa inkluderar Elton John ("Mona Lisa and Mad Hatters", från Honky Château, 1972), countrysångaren Willie Nelson 1981, hiphop-artisten Slick Rick 1988 och den svenske sångaren Björn Afzelius låt med namnet "Mona Lisa" 1990. I låten "Miracle" av rockbandet Queen nämns hon genom texten "Super powers always fighting But Mona Lisa just keeps on smiling". Mona Lisa nämns även i sången "Främling" av Carola Häggkvist i texten ”Som Mona Lisa har sitt leende så gömmer också du en hemlighet”. I Björn Skifs "Michelangelo" skulle dock Mona Lisa be om att få bli nerplockad om sångens du-person visar världen sitt leende.

### I filmer, TV-produktioner och böcker
Även i flera filmer, tv-produktioner och böcker förekommer Mona Lisa antingen som en viktig del av handlingen eller bara som en del av titeln, bland annat i Dan Browns Da Vinci-koden.
I avsnittet "Tower of Power" i 1987 års tecknade tv-serie om Teenage Mutant Ninja Turtles syns sköldpaddorna besöka Louvren, där de bland annat ser tavlan Mona Lisa.
I filmen Tintin och hajsjön berättar Dupondtarna om tavlor som blivit stulna och ersatts av kopior. I en scen ser man Mona Lisa bytas ut mot en dålig kopia.
I avsnittet "The Art of Evil" i James Bond Junior stjäl Kameleonten och hans kumpaner dyrbar konst från Louvren och andra museer i Paris, inklusive Mona Lisa.
Målningen blir föremål för en stöld i avsnittet "Mrs Hudson is taken hostage" i anime-serien Sherlock Hund. I avsnittet visar man dock målningen som en hoprullad målarduk, när originalet är målat på pannå.
Målningen finns med på ett museum i serien Magi på Waverly Place.

## Galleri
Nedan visas exempel på hur Mona Lisa används som kulturell ikon och i marknadsföring, parafraser, parodier, kulturkommentarer och maskerader.

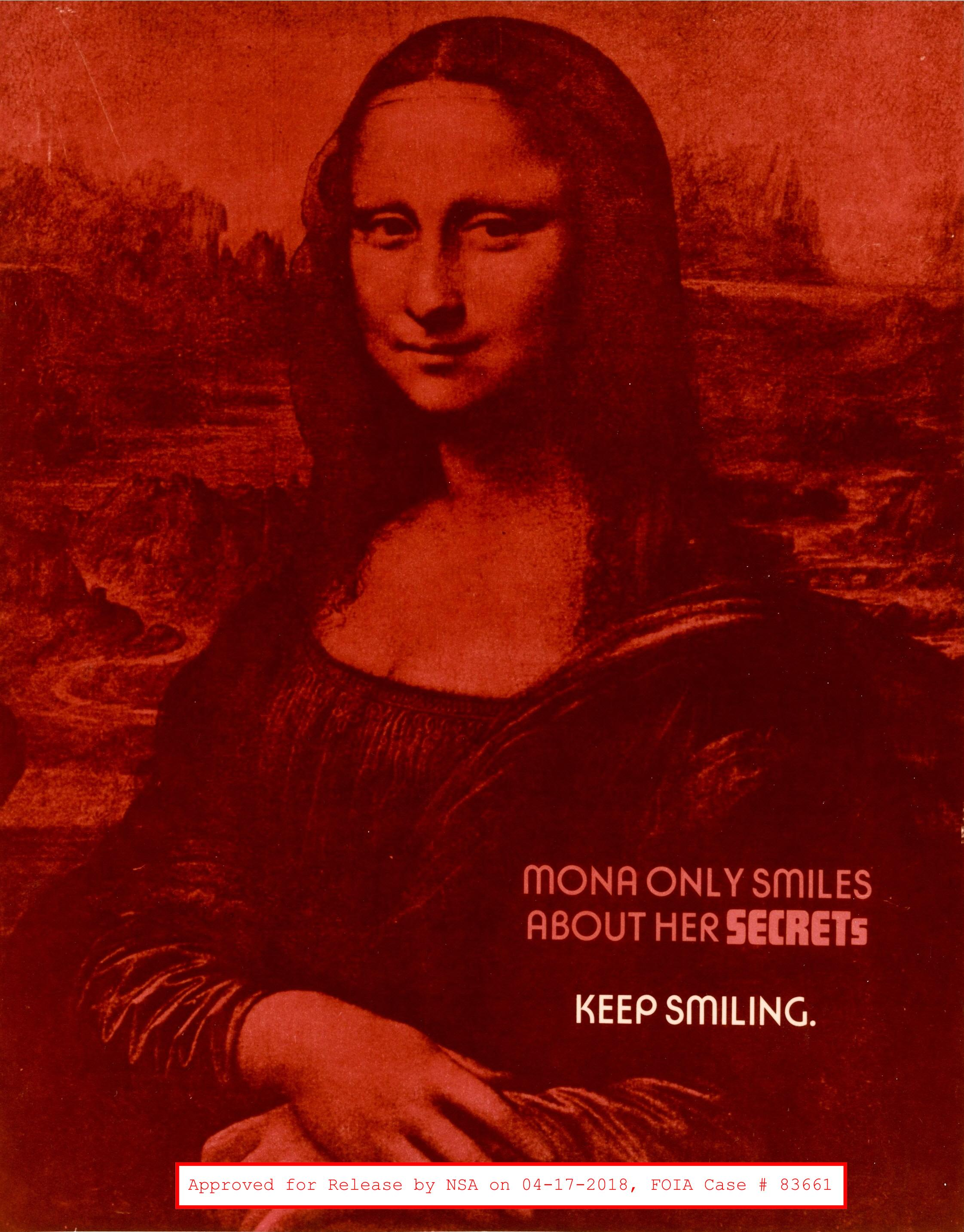
Affisch från NSA (1969/1970-talet) om värdet av att inte röja hemligheter.
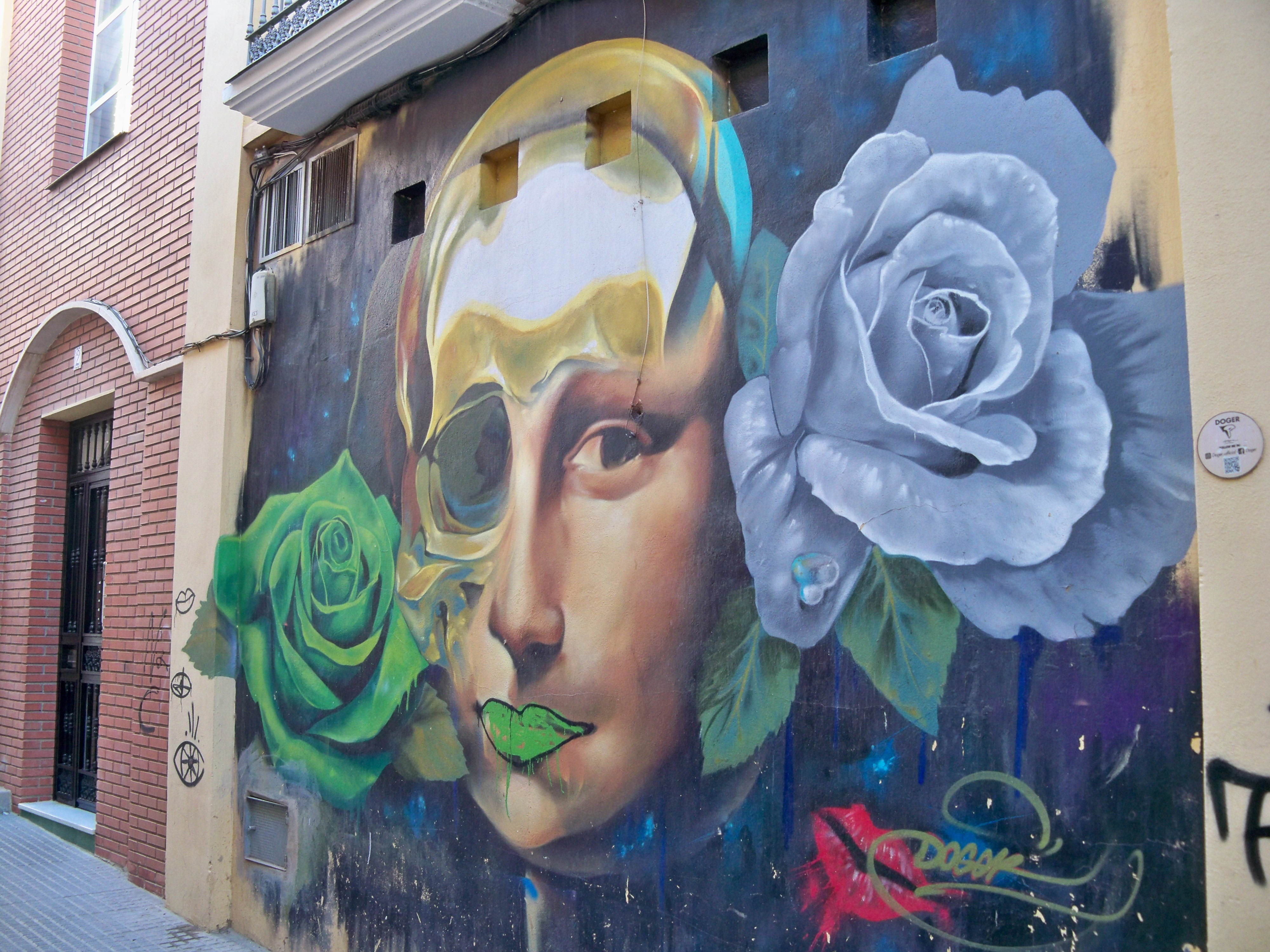
Väggmålning från 2018/2019 i Málaga.
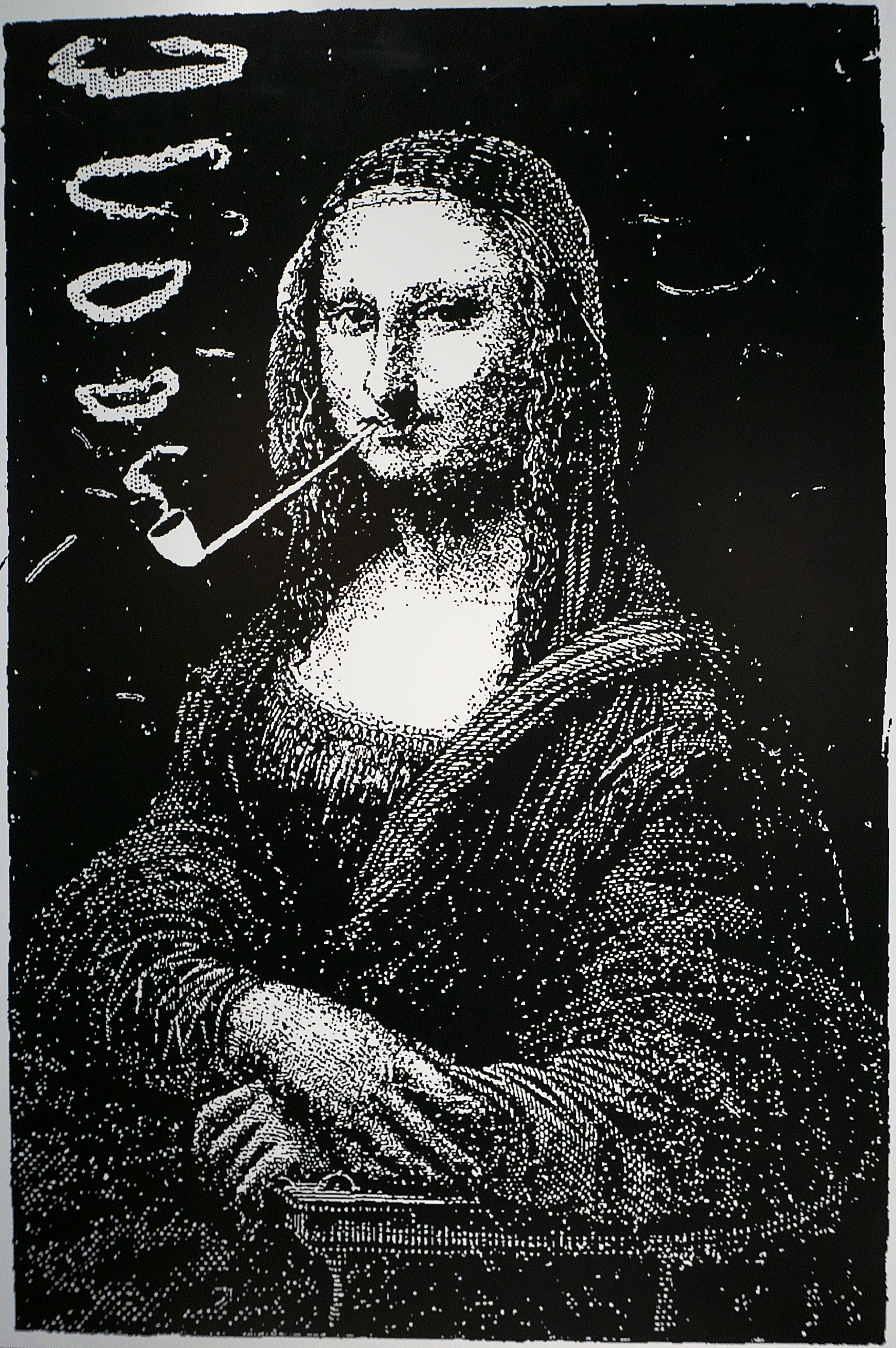
Mona Lisa fumant la pipe av Eugène Bataille (1887).
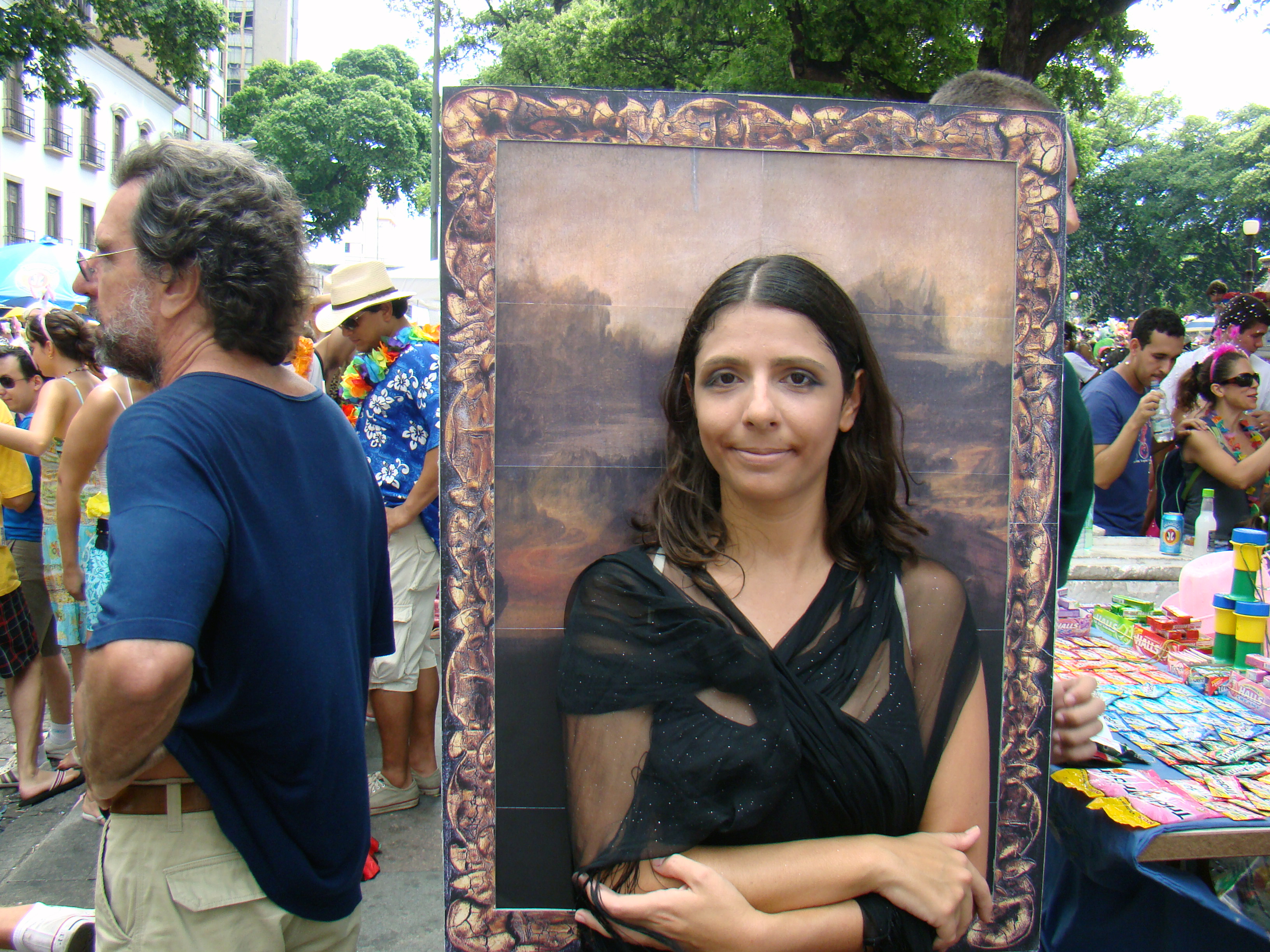
Deltagare i Karnevalen i Rio de Janeiro 2009 "iklädd" målning med ram.
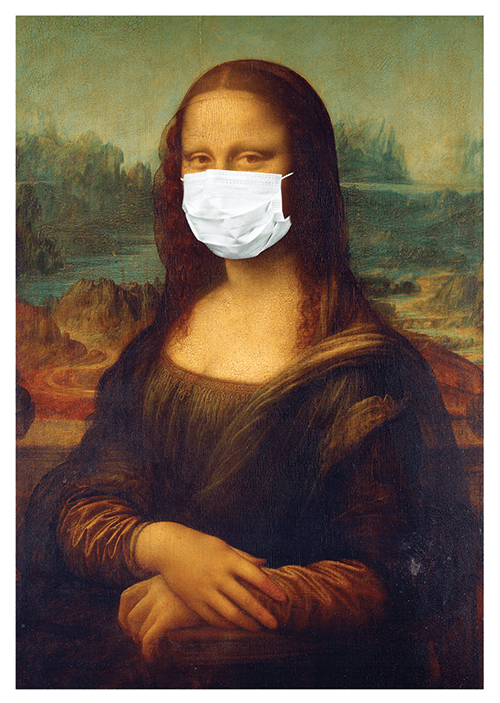
Mona Lisa med ansiktsskydd, franskt "pandemikollage" (mars 2020).
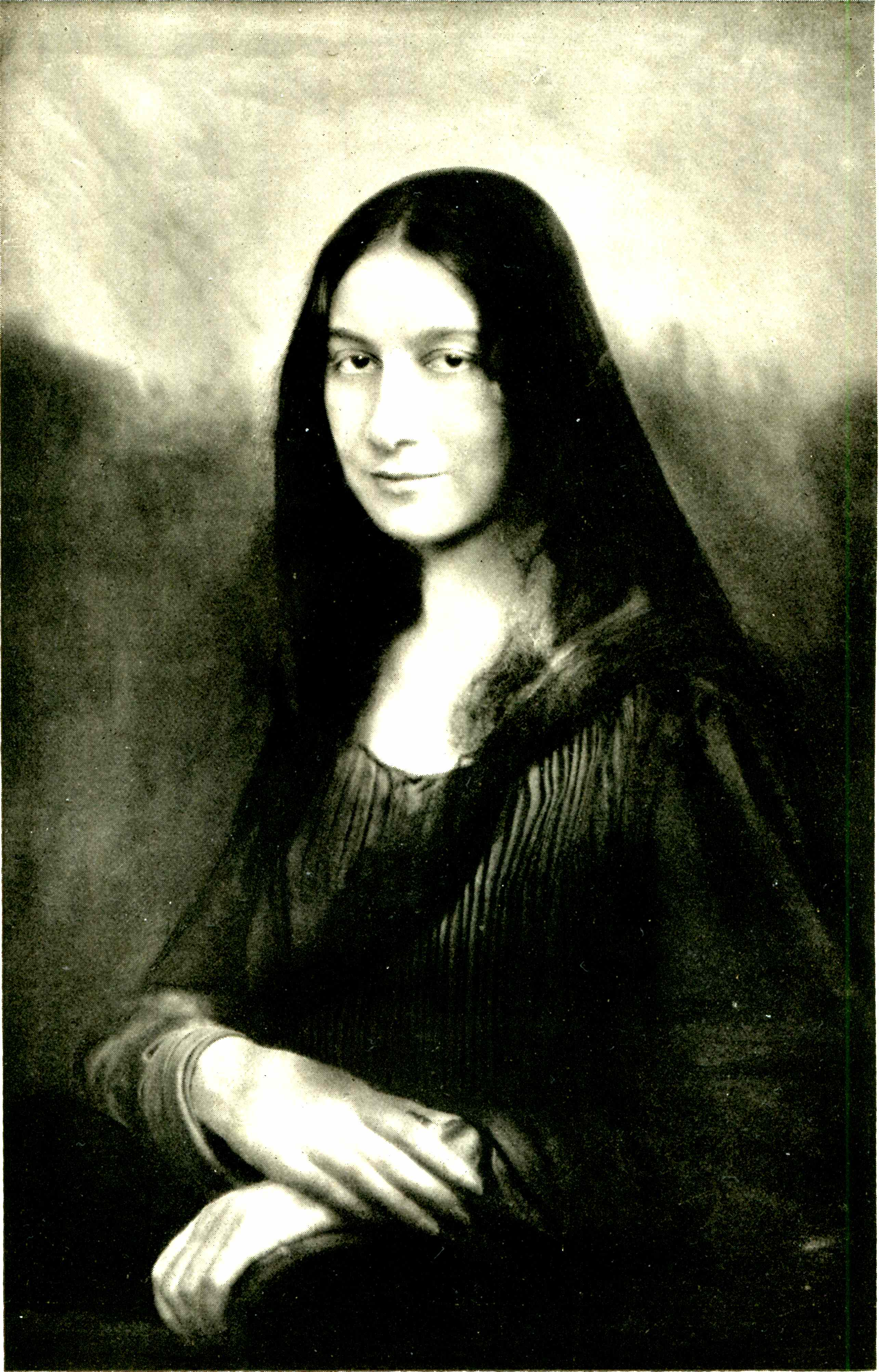
Marguerite Agniel "As Mona Lisa" av Robert Henri (cirka 1929)
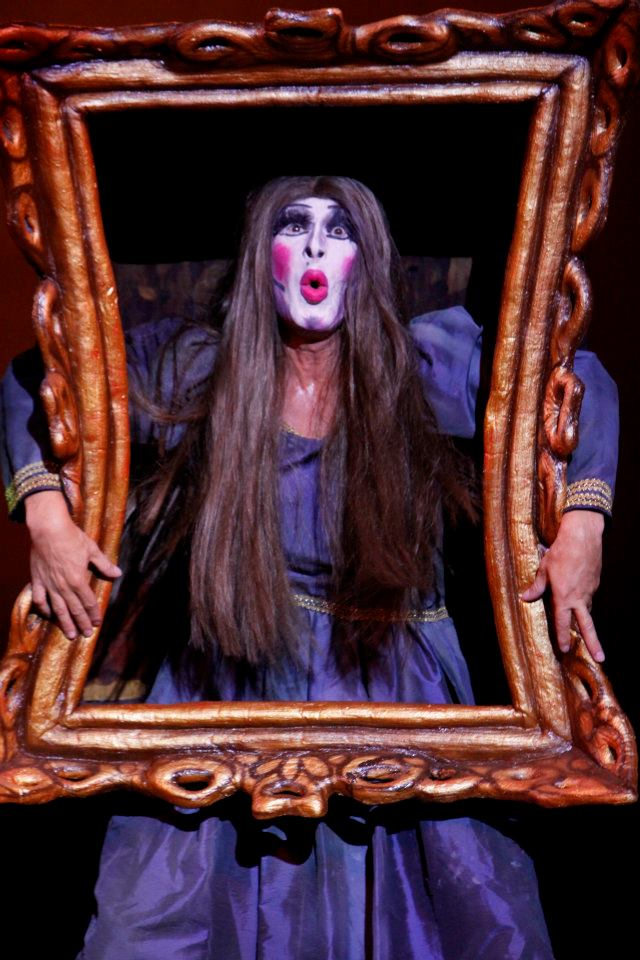
Den argentinsk-spanske mimartisten Martin Kent som "Mona-Risa" vid föreställningen Slipstick.
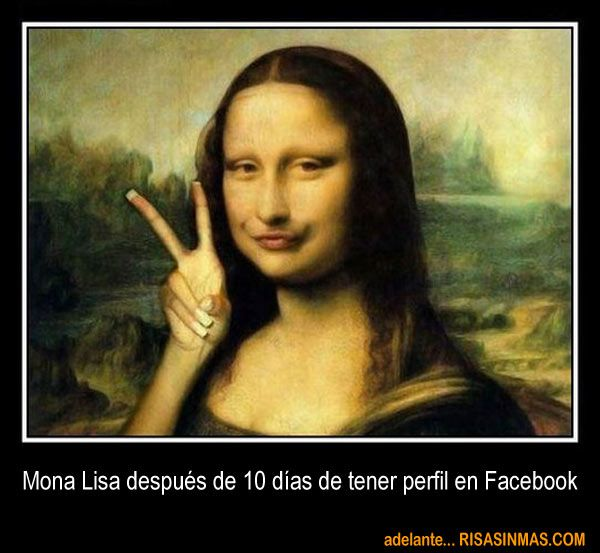
"Mona Lisa efter tio dagar med Facebook-konto" (kommentar angående sociala mediers inverkan).
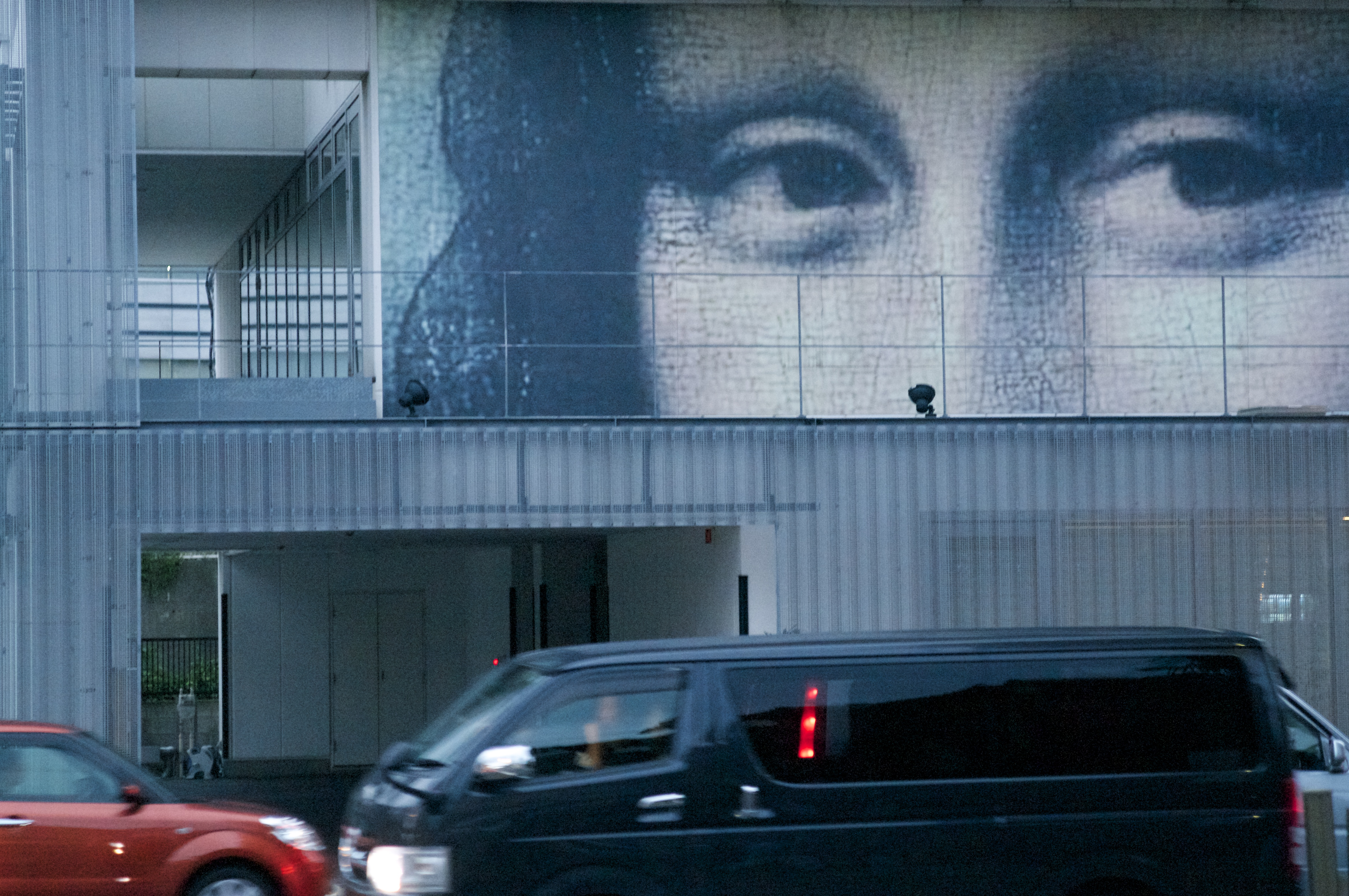
Japansk väggmålning (2013).